# محمودلو (قبادلی)
محمودلو (ترکی آذربایجانی: Mahmudlu) یک منطقهٔ مسکونی در جمهوری آرتساخ است که در استان کاشاتاق واقع شده‌است.